# Сірноводський район
Сірноводський район (чеч. Эна-Хишкан кІошт, рос. Серноводский район; до 11 грудня 2019 року - Сунженський район, чеч. Соьлжан кІошта, рос. Сунженский район) - адміністративна одиниця у складі Чеченської республіки Російської Федерації. Адміністративний центр - станиця Сірноводська.
Район утворений 1920 року. Населення становить 22 189 осіб. Площа - 450 км².

## Географія
Район межує на півночі - з Надтеречним районом, на півдні та сході - з Ачхой-Мартановським районом, а на заході - з Інгушетією.
Розташований біля підніжжя Сунженського хребта, що є частиною Терско-Сунженського хребта.

## Історія
Район був створений у 1920 році як Сунженський козацький округ. У 1929 році входив до складу Чеченського автономного утворення. У 1934 році була створена Чечено-Інгушська Автономна Республіка і Сунженський козацький округ був перейменований в Сунженський район.
У пострадянський період Сунженський район довгий час був предметом територіальних суперечок між Чечнею і Інгушетією. Після розпаду Чечено-Інгушської АРСР кожна з республік вважає його своїм. У момент розділу (1992) році Сунженському районі були засновані дві адміністрації - чеченська і інгушська.
10 березня 2003 року глава адміністрації Чечні Ахмат Кадиров і президент Інгушетії Мурат Зязіков підписали протокол, згідно з яким у складі Чеченської республіки знаходиться Сунженський район з двома населеними пунктами - станицями Сірноводська і Ассиновська, а інша частина Сунженського району залишається під юрисдикцією Інгушетії.
11 грудня 2019 року район було перейменовано на Сірноводський.